# فرد دبليو. ليستر
فرد دبليو. ليستر هو سياسي كندي، ولد في 10 فبراير 1879، وتوفي في 22 ديسمبر 1944.